# دانیله ناردلو
دانیله ناردلو (ایتالیایی: Daniele Nardello؛ زادهٔ ۲ اوت ۱۹۷۲) دوچرخه‌سوار اهل ایتالیا است.

## باشگاهی
از باشگاه‌هایی که در آن رکاب زده‌است می‌توان به تیم دوچرخه‌سواری ماپی اشاره کرد.